# Cyclamen purpurascens
Cyclamen purpurascens là một loài thực vật có hoa trong họ Anh thảo. Loài này được Mill. mô tả khoa học đầu tiên năm 1768.

## Hình ảnh

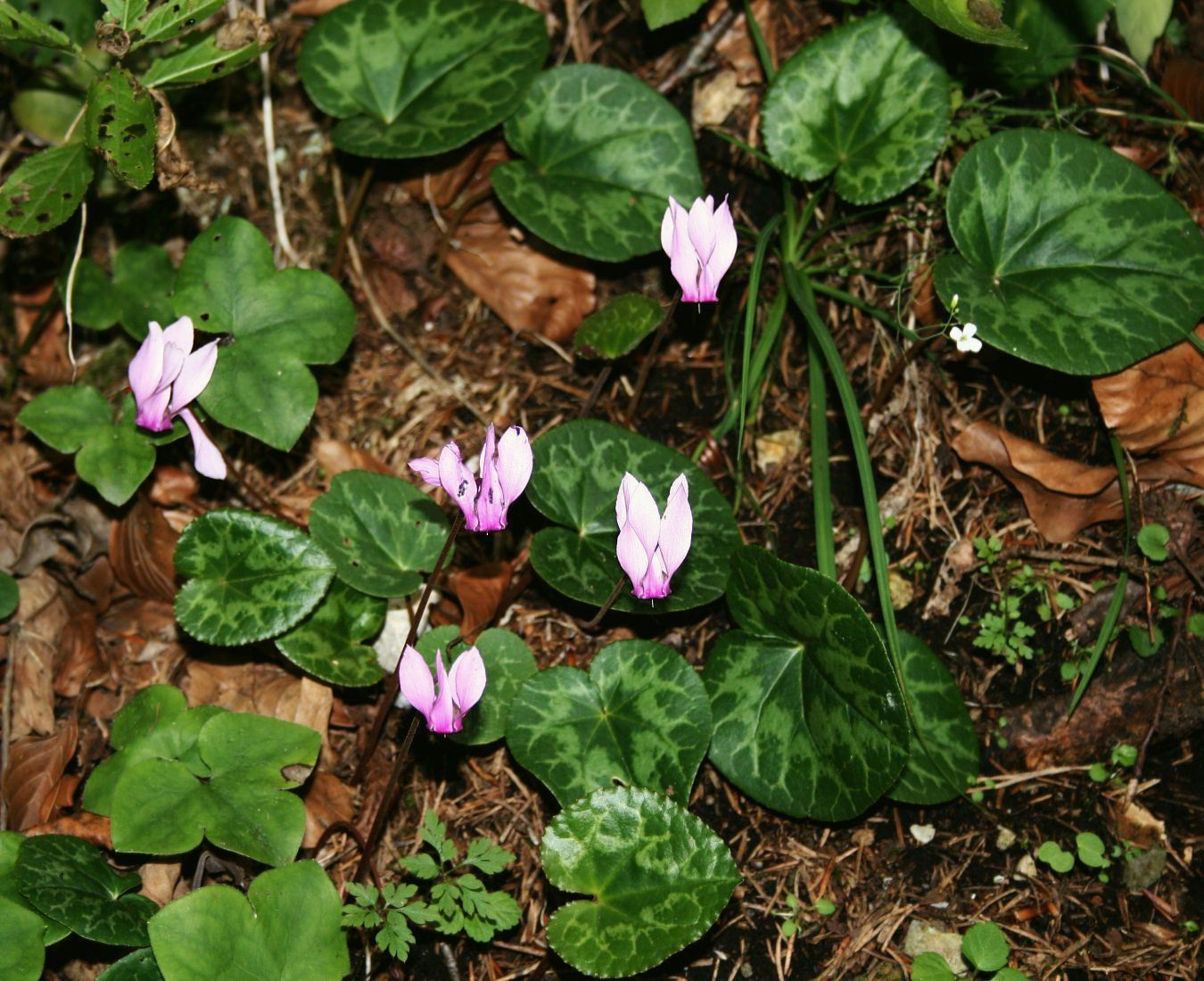
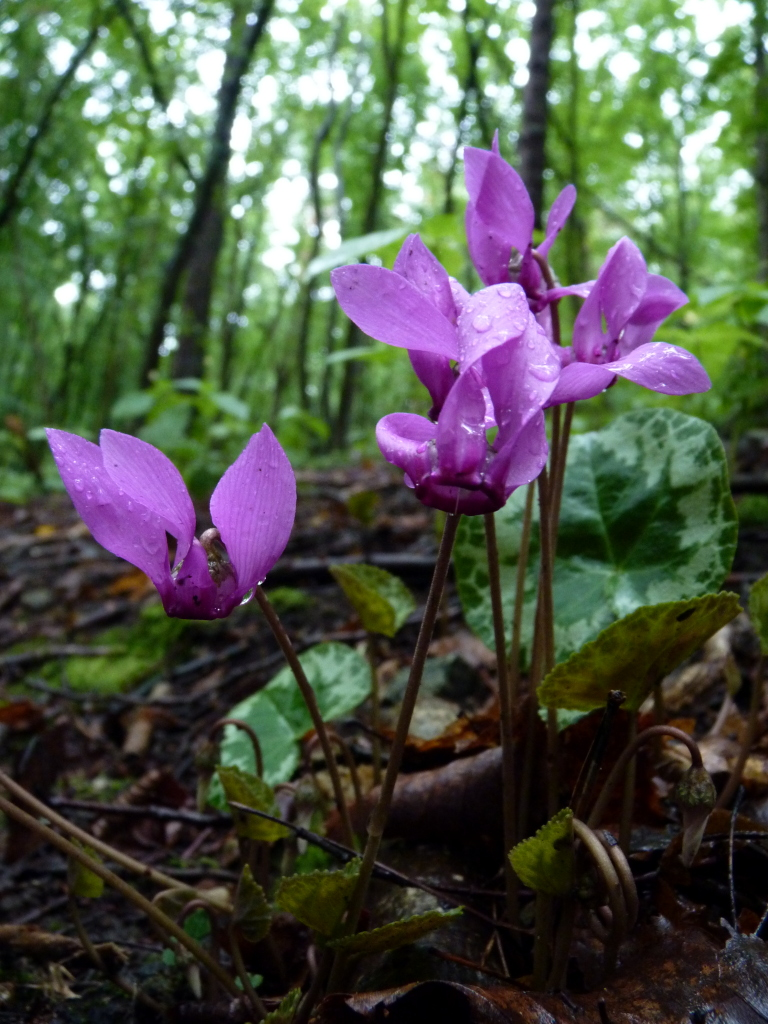
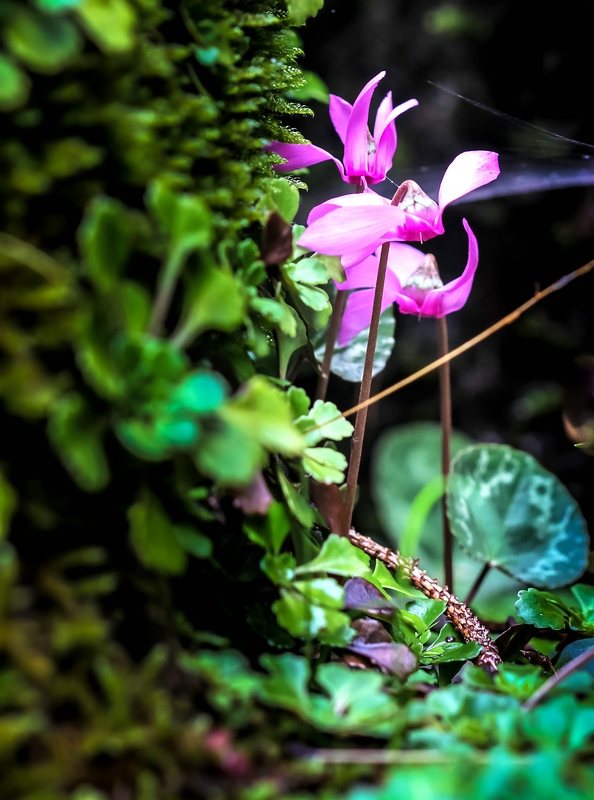

- Tập tin:Tập